# Рольф Рюдігер Бензель
Рольф Рюдігер Бензель (нім. Rolf Rüdiger Bensel; 12 червня 1923, Ратібор — ?) — німецький офіцер-підводник, оберлейтенант-цур-зее крігсмаріне.

## Біографія
23 вересня 1940 року вступив на флот. З грудня 1940 року служив в 14-й флотилії мінних тральщиків. З червні-вересні 1941 року пройшов курс підводника і служив у військово-морському училищі в Мюрвіку. З жовтня 1941 по квітень 1942 року пройшов практику вахтового офіцера на підводному човні U-129. З грудня 1942 року — вахтовий офіцер на U-101 і U-34. З травня 1943 року — 2-й вахтовий офіцер на U-667. В червні-вересні 1944 року пройшов курс командира човна. З 15 вересня 1944 по 2 травня 1945 року — командир U-120. В травні був взятий в полон. 26 жовтня 1945 року звільнений.

## Звання
- Кандидат в офіцери (23 вересня 1940)
- Морський кадет (1940)
- Фенріх-цур-зее (1 серпня 1941)
- Оберфенріх-цур-зее (1 липня 1942)
- Лейтенант-цур-зее (1 січня 1943)
- Оберлейтенант-цур-зее (1 жовтня 1944)

## Нагороди
- Нагрудний знак мінних тральщиків (1941)
- Залізний хрест
  - 2-го класу (29 грудня 1941)
  - 1-го класу (1943)
- Нагрудний знак підводника (6 квітня 1942)
- Фронтова планка підводника
  - в бронзі (1944)
  - в сріблі (1945)